# Fanny Rodwell
Pour les articles homonymes, voir Vlamynck et Rodwell.
Fanny Rodwell, née Fanny Vlamynck le 1er août 1934, est une coloriste belge. Elle est notamment la seconde épouse de Hergé (Fanny Remi), le créateur des Aventures de Tintin, dont elle gère l'œuvre.

## Biographie

### Famille
Fanny Rodwell est la fille d'Albert Vlamynck et Georgette Floss. Elle est, par sa mère, l'arrière-arrière-petite-fille de Léopold Sancke, doyen de la faculté de droit de l'Université libre de Bruxelles.

### Carrière et mariages
Elle rencontre Hergé lorsqu'elle devient coloriste aux Studios Hergé, en 1956. Leur liaison débute en cette même année. En 1977, Hergé divorce de son épouse Germaine Kieckens (1906-1995), et se marie finalement avec Fanny.
À la mort de Georges Remi en 1983, Fanny Remi  hérite des droits sur l’œuvre d’Hergé, qu'elle gère au travers des Studios Hergé (anciennement Fondation Hergé) depuis 1986 et de Moulinsart SA depuis 1996.
En 1993, elle se remarie avec Nick Rodwell qui occupe une place clé dans la gestion de l'œuvre.
Le couple est très controversé pour son contrôle fort strict de l'utilisation de l'œuvre de Hergé.
Elle est décorée Chevalier dans l'Ordre de Léopold.
Après sa mort, elle devrait rejoindre Hergé dans la dernière demeure du dessinateur, au cimetière du Dieweg, puisque son nom de jeune fille figure sur la stèle.